# Федеральное собрание (Германия)
Федера́льное собра́ние Герма́нии (нем. Bundesversammlung) — в Германии орган, осуществляющий избрание Федерального Президента. 

## Состав
- все члены действующего созыва Бундестага;
- равное им количество делегатов земель, распределённых между землями пропорционально их численности населения, избранных ландтагами пропорциональной размеру их фракций;

## Деятельность
Собирается каждые пять лет, либо в течение 30 дней с момента преждевременного прекращения полномочий избранного президента. Согласно Основному закону ФРГ, может быть проведено не более трёх этапов выборов. На первых двух этапах кандидат должен набрать абсолютное число голосов, после чего на третьем этапе он утверждается в должности федерального президента. 